# Operação Achse
Operação Achse (em alemão: Fall Achse), originalmente chamada de Operação Alaric (Unternehmen Alarich), foi o codinome da operação alemã para desarmar à força as forças armadas italianas após o armistício da Itália com os Aliados em 3 de setembro 1943.
Várias divisões alemãs entraram na Itália após a queda de Benito Mussolini em julho de 1943, enquanto a Itália ainda era oficialmente aliada da Alemanha, apesar dos protestos do novo governo italiano de Pietro Badoglio. O armistício foi tornado público em 8 de setembro. As forças alemãs moveram-se rapidamente para assumir as zonas de ocupação italianas nos Bálcãs e no sul da França, e para desarmar as forças italianas na Itália.
Algumas tropas italianas, sem ordens de superiores e estorvadas por deserções, resistiram aos alemães. Na ilha grega de Cefalônia, 1 315 soldados italianos foram mortos em ação contra os alemães e mais de 5 100 soldados italianos da 33ª Divisão de Infantaria "Acqui" foram sumariamente executados pelo Exército Alemão após ficarem sem munição e se renderem. Em Roma, com a fuga da família real e do governo, uma defesa desorganizada das tropas italianas da capital não resistiu a um ataque alemão. Alguns soldados individuais e às vezes unidades inteiras, como a 24ª Divisão de Infantaria "Pinerolo" na Tessália, foram para o local da resistência. Somente na Sardenha, Córsega, Calábria e na parte sul da Apúlia as tropas italianas foram capazes de oferecer uma resistência bem-sucedida e conter os alemães até serem aliviadas pela chegada dos Aliados.